# LAV-25裝甲車

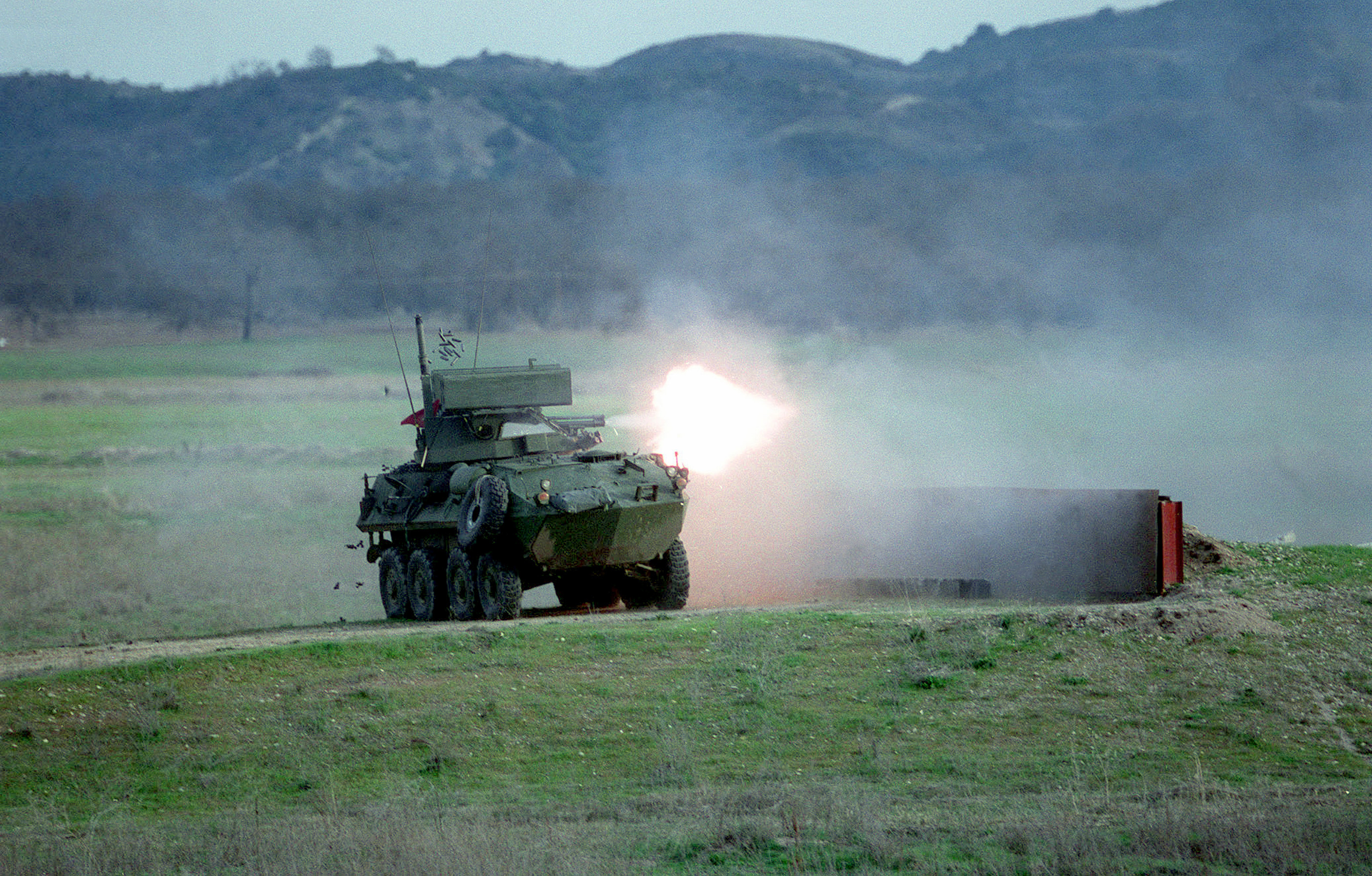
LAV-AD防空型

LAV-25裝甲車為美軍設計之八輪裝甲車，由通用動力地面系統公司製造，配有M242 25 毫米機炮，M240通用機槍，此車為加拿大陸軍LAV-3的前身，目前依然是美軍主力車種。
1980年美國為了滿足新組建的快速署部隊的需要，根據LAV輕型裝甲車輛，決定發展一種輪式步兵戰車，由美國陸軍和海軍陸戰隊共同負責實施，並提出了能滿足雙方要求的技術指標。1982年9月美軍正式宣佈加拿大通用汽車公司柴油機分部的方案得標，並將該公司提供的食人魚(Piranha)輪式裝甲車命名為LAV-25。
美軍要求該車能用現有軍用運輸機或直升機空運或空投，採運輸機時C-5A能運8輛，C-141能運2輛，C-130能運1輛，海軍陸戰隊的CH-53E直升機也能運1輛。

## 歷史
在1980年代，美國海軍陸戰隊開始尋找輕型裝甲車，以提高其師的機動性。他們選擇了通用汽車防禦公司的輕型裝甲車設計。它於1983年開始在海軍陸戰隊服役。當時，美國陸軍對這些車輛很感興趣，但是沒有訂購任何車輛，儘管後來引進了Stryker系列車輛。然而，在海灣戰爭期間，美國陸軍確實借用了至少12 輛 LAV-25，供第82空降師，第3-73裝甲用於偵察兵排。衝突後，這些LAV-25後來被送回海軍陸戰隊。所述的USMC訂購了758輛所有變型的車輛。LAV-25在1989年的巴拿馬入侵期間首次進行了戰鬥，並在海灣戰爭，伊拉克戰爭和阿富汗戰爭中繼續服役。

## 設計
由底特律 6V53T 柴油渦輪增壓發動機提供動力，它們是四輪驅動（後輪），可轉換為八輪驅動。這些車輛也是兩棲的，這意味著它們具有“游泳”的能力，但僅限於非衝浪水域（無海洋）。在進行兩棲作戰時，使用配備的螺旋槳時，最高速度約為12 km / h（7.5 mph）。當前的使用壽命延長計劃（SLEP）修改將阻礙或消除兩棲作戰。
在四輪驅動或八輪驅動中，典型的陸地速度約為100 km / h（62.5 mph）。但是，八輪驅動的燃油經濟性下降。這些車輛以柴油為燃料。它們配備了M242 Bushmaster 25毫米自動加農炮，兩門M240 7.62毫米機槍，以及位於砲塔左，右前方的兩把4筒煙霧彈發射器。機組人員是三個；車輛指揮官（VC），砲手和駕駛員；四名乘客（偵察兵）配備作戰裝備。

## 裝甲
LAV-25是輕型裝甲車。基本型號受輕型高硬度鋼裝甲（MIL-A-46100）保護，標稱厚度從4.71毫米到9.71毫米不等。此級別的高硬度鋼裝甲僅用於抵禦小武器彈藥，例如AKM使用的常見的7.62×39mm M43弹，以實現最低的重量和成本。

## 車型
- LAV-25 基本型步兵戰車裝有可360度旋轉的砲塔，配備M242 25毫米鏈炮，攜帶420發25毫米彈藥，包括M791 APDS-T（曳光脫殼穿甲彈）和M792 HEI-T（曳光高爆燃燒彈），其中一半為待發彈可隨時使用（一儲彈倉中存有150發，另一個儲彈倉中存有60發）。其他210發則存放在車輛的其他位置。同軸M240C 7.62毫米通用機槍安裝在M242機炮旁邊，砲塔頂槍架上安裝了一挺M240B/G機槍，帶有1,320發7.62毫米彈藥。加拿大軍隊使用這款底盤的升級版來製造郊狼裝甲偵察車。
- LAV-25A1在1990年代後期，該車經歷了許多變化。新的修改或SLEP壽命提升型已將LAV-25更新為LAV-25A1標準，並已完全投入使用。
- LAV-25A2 為繼續升級LAV系列以使其達到LAV-A2標準提供資金。第一階段的改進包括增加內部和外部彈道裝甲的升級，改進的滅火設備以及將車輛的懸架升級到第二代標準[3] 。第二階段的升級包括用全電動砲塔系統替換舊的液壓砲塔系統，並用改進的觀瞄系統（包括可探測到飛行器的雷射測距儀）替換熱瞄準鏡。

為了反映當今顯著提高的生存能力和能力增強改良，升級後的LAV被更名為LAV-A2。LAV-A2項目涉及開發和安裝Armatec Survivability為輕型裝甲車開發的內部和外部彈道武器防護升級包，用於車內的自動滅火系統以及將第二代懸架系統升級至支援增加新裝甲的重量。懸架升級包括新的撐桿/轉向節、扭力桿、減震器和底座以及傳動軸。三套件裝甲系統為輕型裝甲車提供了針對簡易爆炸裝置（IED）和純動能穿甲武器的額外生存能力。
LAV-25A2包括由雷神公司開發的改進型熱成像系統（ITSS），計劃於2007年底投入使用。ITSS為砲手和指揮官提供熱成像，人眼安全的雷射測距儀，火控解決方案和遠距離目標位置目標網格訊息。
新裝甲將能夠防禦14.5mm子彈，並在內側安裝防破片飛濺襯裡，以進一步保護車組人員。它將類似於美國陸軍的LAV -3"史崔克"變種所具有的保護作用。
- LAV-25A3 2019年1月，通用動力獲得了一份價值3720萬美元的合同，以升級海軍陸戰隊的LAV車隊。被指定為LAV A3的升級包括對動力總成的改進，以提高可靠性、冷卻能力、自動診斷功能和燃油經濟性；一種新的動力傳動系統，用於改善牽引能力；一種轉向減震器，用於改善道路感覺和可用性，以及數位化駕駛員儀表板。最初的合同是計劃在2021年升級60輛。
- LAV-AT 裝有Emerson 901A1 TOW-2 ATGM（反戰車導引飛彈）發射器的反裝甲型。該砲塔與M901 ITV（改進型BGM-71拖式飛彈載具）上安裝的砲塔相同。它還配備有安裝在車長塔槍架上的一挺M240E1或M240B通用機槍。它總共攜帶16枚BGM-71拖式飛彈和1000發7.62毫米彈藥。
- LAV-ATM 將艾默生砲塔替換為改良目標捕獲系統（MTAS）砲塔。改進之處包括就算車體處於移動狀態，也能進行不間斷的掃描和目標跟踪，以及更可靠的數位化座艙。砲塔為無人設計，可以發射有線導引和雷射導引的BGM-71拖式反戰車飛彈，具有改進的熱瞄準鏡、遠距目標定位系統、新的指揮官/砲手視覺瞄準顯示器，以及可旋轉的電子高度和方位角目標追蹤系統。開發工作始於2012年，並於2017年9月開始部署。
- LAV-M開頂式自走迫擊砲，車內配有一門81毫米M252迫擊炮，可360°移動，車長塔槍架安裝一挺M240E1通用機槍。它攜帶99發81毫米口徑迫擊砲彈和1,000發7.62毫米彈藥。
- LAV-AD自走防空型，裝有一個特製的電動砲塔。該砲塔安裝了25毫米（0.984英寸）通用動力 GAU-12平衡者機炮，可容納990發25毫米彈藥。以及兩個地對空飛彈艙，每個艙裝有4枚飛彈，總共16枚（包括車內8枚備彈）的FIM-92刺針便攜式防空飛彈，用於短程防空（SHORAD）。出口型則改為同等數量的歐洲西北風便攜式防空飛彈。
- LAV-R 裝有動臂起重機和回收絞車的LAV，用於回收與戰場維修車輛，尤其是其他LAV。配備有一具自衛用的M240E1/G通用機槍，並攜帶1,000發7.62毫米彈藥。
- LAV-C2 帶有增高車頂的LAV，可容納多個VHF、UHF和HF無線電。配備有一具自衛用的M240E1/G通用機槍，並攜帶1,000發7.62毫米彈藥。主要擔任指揮車或長程通訊車的角色。
- LAV-LOG 修改後的輕型貨車，以用於後勤角色，例如貨物或其他機具運輸。
- LAV-MEWSS 改裝用於電子戰角色的LAV。
- LAV-EFSS 開發用來取代LAV-M的新型先進自走迫擊砲，又稱為Dragon Fire I和II型。I型配備法國2R2M龍火II120毫米迫擊砲（英语：2R2M mortar），II型改配備美國M327 120毫米迫擊砲（英语：Mortier 120mm Rayé Tracté Modèle F1#M327 Expeditionary Fire Support System）。Dragon Fire系列迫擊砲系統後來用於其他底盤的車輛上，LAV-EFSS的版本在測試後沒有量產，而是被封存。

## 各國八輪裝甲車比較
| 名稱                | 生產國         | 車體 | 全長    | 全寬    | 全高    | 重量                                  | 最高速度                        | 乘員數                 | 武装 |
| ------------------- | -------------- | ---- | ------- | ------- | ------- | ------------------------------------- | ------------------------------- | ---------------------- | --- |
| CM-32/ 33雲豹裝甲車 | 中華民國       |      | 7 m     | 2.7 m   | 2.3 m   | 22 噸                                 | 105 km/h                        | 車員3 人 步兵 6-7人    | T112 105毫米滑膛炮 12.7毫米遙控機槍塔 T74V 7.62毫米同軸機槍 或Mk 44 30毫米機炮 T74 7.62毫米排用機槍×2 或TS-96遙控武器站： (T91 40毫米自動榴彈發射器 T74V 7.62毫米排用機槍) T85 66毫米4聯裝煙霧彈發射器×4 |
| ZBL-08步兵戰車      | 中华人民共和国 |      | 8 m     | 3 m     | 2.1 m   | 21 噸                                 | 100 km/h                        | 車員3 人 歩兵 7人      | 105毫米滑膛炮 或122毫米榴彈炮 或30毫米ZPT-99機炮 7.62毫米80式同軸機槍 改進型紅箭-73C反戰車飛彈 |
| BTR-90              | 俄羅斯         |      | 7.64 m  | 3.20 m  | 2.98 m  | 20.9 噸                               | 100 km/h（陸上） 9 km/h（水上） | 車員3 人 歩兵 7人      | 巴赫斯-U遙控武器站： (30毫米2A42機炮 或100毫米2A70線膛炮 30毫米AGS-17自動榴彈發射器 12.7毫米Kord重機槍 7.62毫米PKT同軸機槍 或30毫米2A72同軸機炮 AT-5拱肩反戰車飛彈 66毫米3聯裝煙霧彈發射器×2) |
| 迴旋鏢裝甲運兵車    | 俄羅斯         |      | 8.805 m | 3.187 m | 3.185 m | 34 噸                                 | 100 km/h                        | 車員3 人 歩兵 7-8人    | 12.7毫米Kord重機槍 或「迴旋鏢」-BM遙控炮塔： (2A42 30毫米機炮 AT-14守寶妖精反戰車飛彈 7.62毫米PKT同軸機槍) 或AU-220M貝加爾湖遙控武器站： (57毫米BM-57加農炮 7.62毫米PK通用機槍×2) 或125毫米2A45滑膛炮 AT-11狙擊手A/B反戰車飛彈 7.62毫米PK通用機槍×2 或9K333柳樹便攜式防空飛彈 或120毫米2S12 Sani迫擊炮 7.62毫米PK通用機槍                                                               |
| VBCI裝步戰車        | 法國           |      | 7.6 m   | 2.98 m  | 3 m     | 25.6 噸                               | 100 km/h                        | 車員3 人 歩兵 9人      | 25毫米M811機炮 7.62毫米NF1同軸機槍 |
| 拳師裝甲車          | 德国           |      | 7.93 m  | 2.99 m  | 2.37 m  | 24公噸 （標準型） 36.5公噸 （戰鬥型） | 103 km/h                        | 車員3 人 歩兵 8人      | 35毫米歐瑞康35/1000轉輪式機炮 或FLW遙控武器站： (12.7毫米白朗寧M2重機槍 或7.62毫米MG3通用機槍 或20毫米Mk 20 Rh-202機炮 或40毫米HK GMG自動榴彈發射器 66毫米3聯裝煙霧彈發射器×2) |
| LAV-25裝甲車        | 加拿大         |      | 6.39 m  | 2.5 m   | 2.69 m  | 12.8 噸                               | 100 km/h                        | 車員3 人 步兵 4人      | 25毫米M242機炮 或BGM-71拖式飛彈×16 或81毫米M252迫擊炮 7.62毫米M240通用機槍×1/×2 或25毫米GAU-12平衡者機炮 FIM-92刺針便攜式防空飛彈×16 66毫米M6 4聯裝煙霧彈發射器×2 |
| 史崔克裝甲車        | 美国           |      | 6.95 m  | 2.72 m  | 2.64 m  | 16.47 噸                              | 100 km/h                        | 車員2 人 歩兵 9人      | 105毫米M68A1E4/A2滑膛炮 或120毫米M121迫擊炮 或81毫米M252迫擊炮 或防禦者M151遙控武器站： (12.7毫米白朗寧M2重機槍 或7.62毫米M240通用機槍 或40毫米Mk 19自動榴彈發射器 66毫米M6 4聯裝煙霧彈發射器×4) 或BGM-71拖式飛彈 12.7毫米M2重機槍 7.62毫米M240通用機槍 或60毫米M224迫擊炮 或81毫米M252迫擊炮 或30毫米Mk 44巨蝮二式鏈炮 M240C7.62毫米同軸機槍                                           |
| 半人馬裝甲車        | 義大利         |      | 7.85 m  | 2.94 m  | 2.94 m  | 25 噸                                 | 110 km/h                        | 車員4 人 歩兵 8人      | 105毫米52倍徑線膛炮 或120毫米45倍徑滑膛炮 或KBA 25毫米機炮 拉斐爾長釘反戰車飛彈 MG3通用機槍×2 80毫米4聯裝煙霧彈發射器×2 |
| AMV裝甲車           | 芬兰           |      | 7.7 m   | 2.8 m   | 2.3 m   | 16-26 噸                              | 100 km/h                        | 車員2-3 人 歩兵 8-12人 | M68A1 105毫米滑膛炮 或AMOS 120毫米迫擊炮 或防禦者M151遙控武器站： (白朗寧M2 12.7毫米重機槍 或HK GMG 40毫米自動榴彈發射器 M6 66毫米4聯裝煙霧彈發射器×4) |
| KTO狼獾             | 波蘭           |      | 7.7 m   | 2.8 m   | 2.3 m   | 22 噸                                 | 100 km/h                        | 車員3 人 歩兵 8人      | 120毫米M120K Rak後膛裝填式迫擊炮 或拉斐爾長釘-LR反戰車飛彈 或重拳砲塔： （30毫米Mk 44巨蝮二式鏈炮 7.62毫米UKM-2000C同軸機槍 902A ZM Dezamet 81毫米6聯裝煙霧彈發射器） 或ZSSW-30遙控武器系統：（30毫米Mk 44巨蝮二式鏈炮 7.62毫米UKM-2000C同軸機槍 拉斐爾長釘-LR反戰車飛彈×2 GAk-81 81毫米4聯裝煙霧彈發射器×2） 或Hitrole遙控武器站： （12.7毫米WKM-B重機槍 或40毫米Mk 19自動榴彈發射器） |
| 潘德2型裝甲車       | 奥地利         |      | 7.02 m  | 2.67 m  | 1.85 m  | 22 噸                                 | 105 km/h                        | 車員2 人 歩兵 12人     | 105毫米M68A1戰車炮 或81毫米M252迫擊炮 或拉斐爾參孫遙控武器站： (30毫米Mk 44機炮 或12.7毫米白朗寧M2重機槍 拉斐爾長釘-LR反戰車飛彈 各種機槍 66毫米3聯裝煙霧彈發射器×2) |
| 96式裝甲運兵車      | 日本           |      | 6.84 m  | 2.48 m  | 1.85 m  | 14.5 噸                               | 100 km/h                        | 車員2 人 歩兵 8人      | 白朗寧M2 12.7毫米重機槍 或豐和96式40毫米自動榴彈發射器 |
| 泰瑞克斯裝甲車      | 新加坡         |      | 7 m     | 2.7 m   | 2.1 m   | 25 噸                                 | 110 km/h                        | 車員2 人 歩兵 12人     | RWS遙控武器平台： (40mmCIS 40 AGL自動榴彈發射器 7.62mmM240C同軸機槍 66mmCIS SGL 3聯裝煙霧彈發射器×2) |
| BTR-3               | 乌克兰         |      | 7.65 m  | 2.9 m   | 2.9 m   | 16.4噸                                | 85 km/h                         | 車員3 人 歩兵 6人      | 暴风遥控武器系统： (30mmZTM-1機炮 30mmKBA-117自動榴彈發射器 7.62mmKT同軸機槍 R-2障礙反戰車飛彈 81mm3聯裝AEK-902雲式煙霧彈發射器×2) |
| BTR-4               | 乌克兰         |      | 7.76 m  | 2.93 m  | 3.20 m  | 19.8噸                                | 110 km/h                        | 車員3 人 歩兵 8人      | 暴风遥控武器系统： (30mmZTM-1機炮 30mmKBA-117自動榴彈發射器 7.62mmKT同軸機槍 R-2障礙反戰車飛彈 81mm3聯裝AEK-902雲式煙霧彈發射器×2) |

1. ↑  加上頂部瞄準器

## 外部連結
- Light Armored Vehicles on Navy.mil
- LAV-25 page on Militaryfactory.com （页面存档备份，存于）
- USMC Light Armored Vehicle (LAV) page on Olive-drab.com （页面存档备份，存于）
- USMC LAV-25 on Discovermilitary.com